# Fisiología de los dinosaurios
La fisiología de los dinosaurios ha sido históricamente un tema controvertido, particularmente su termorregulación. Recientemente, muchas nuevas líneas de evidencia se han aplicado a la fisiología de los dinosaurios en general, incluidos no solo los sistemas metabólicos y la termorregulación, sino también los sistemas respiratorio y cardiovascular.
Durante los primeros años de la paleontología de los dinosaurios, se consideraba ampliamente que eran lagartos de sangre fría lentos, engorrosos y en expansión. Sin embargo, con el descubrimiento de esqueletos mucho más completos en el oeste de los Estados Unidos, a partir de la década de 1870, los científicos pudieron hacer interpretaciones más informadas de la biología y fisiología de los dinosaurios. Edward Drinker Cope, oponente de Othniel Charles Marsh en Bone Wars, propuso al menos algunos dinosaurios como activos y ágiles, como se ve en la pintura de dos Laelaps luchando producidos bajo su dirección por Charles R. Knight.
Paralelamente, el desarrollo de la evolución darwiniana, y los descubrimientos de Archaeopteryx y Compsognathus, llevaron a Thomas Henry Huxley a proponer que los dinosaurios estaban estrechamente relacionados con las aves. A pesar de estas consideraciones, la imagen de los dinosaurios como grandes reptiles ya había arraigado, y la mayoría de los aspectos de su paleobiología se interpretaron como típicamente reptilianos durante la primera mitad del siglo XX. A partir de la década de 1960 y con el advenimiento del Renacimiento de los dinosaurios, las opiniones sobre los dinosaurios y su fisiología han cambiado drásticamente, incluido el descubrimiento de dinosaurios emplumados en depósitos del  Cretácico temprano en China, lo que indica que las aves evolucionaron a partir de dinosaurios maniraptoranos altamente ágiles.

## Historia

### Primeras interpretaciones

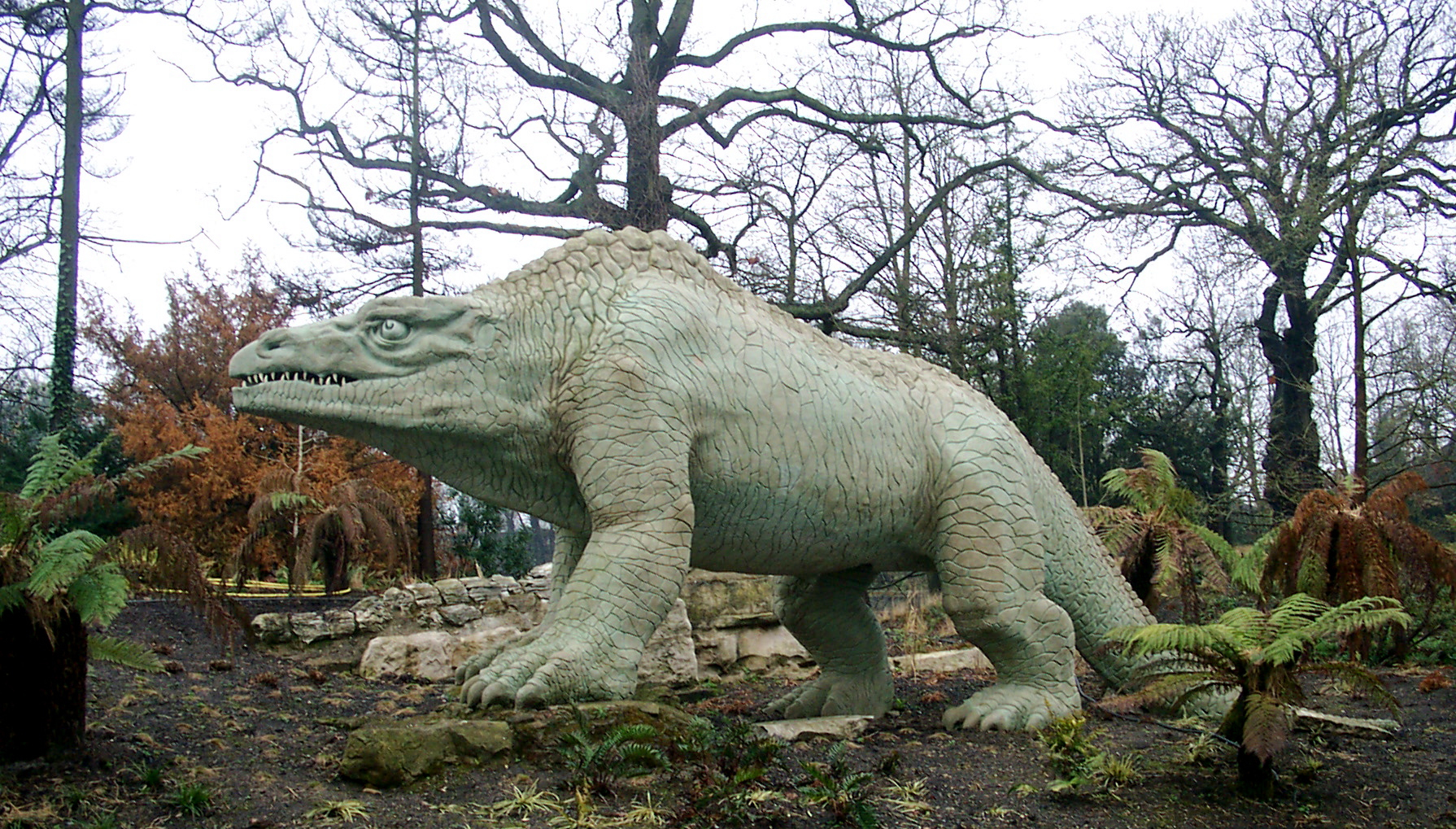
Reconstrucción de un Megalosaurus de 1854, en Crystal Palace, Londres

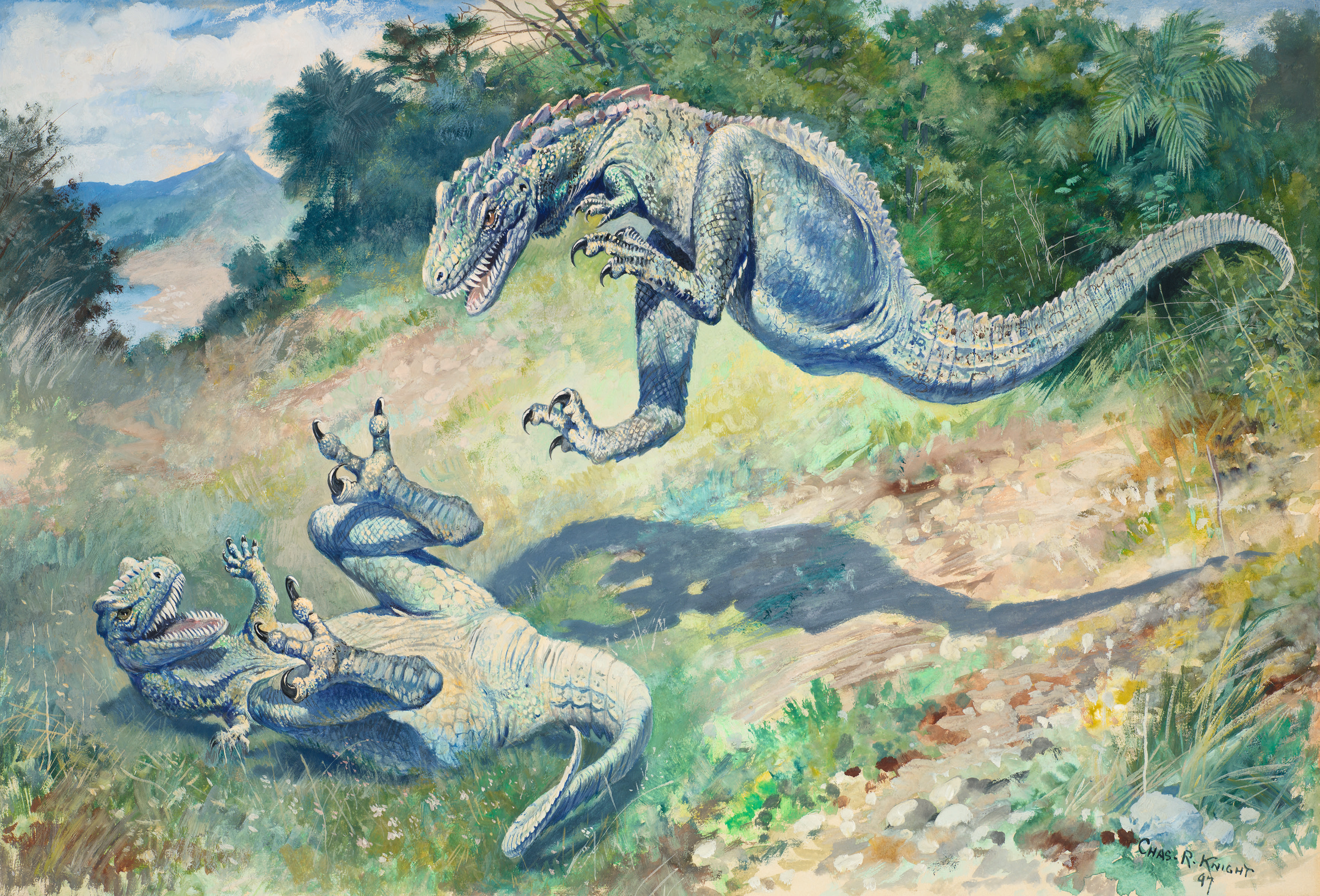
Pintura de 1897 de un "Laelaps" (ahora Dryptosaurus) de Charles R. Knight

El estudio de los dinosaurios comenzó en la década de 1820 en Inglaterra. Pioneros en el campo, como William Buckland, Gideon Mantell y Richard Owen, interpretaron los primeros restos muy fragmentarios como pertenecientes a grandes bestias cuadrúpedas. Su trabajo inicial se puede ver hoy en el Crystal Palace Dinosaurs, construido en la década de 1850, que presenta dinosaurios conocidos como reptiles parecidos a lagartos elefantinos. A pesar de estas apariencias de reptiles, Owen especuló que el corazón y los sistemas respiratorios de los dinosaurios eran más similares a los de un mamífero que a los de un reptil.

### Renacimiento de los dinosaurios
A fines de la década de 1960, reaparecieron ideas similares, comenzando con el trabajo de John Ostrom sobre Deinonychus y la evolución de las aves. Su alumno, Bob Bakker, popularizó el pensamiento cambiante en una serie de artículos que comenzaron con La superioridad de los dinosaurios en 1968. En estas publicaciones, argumentó enérgicamente que los dinosaurios eran animales activos y de sangre caliente, capaces de períodos prolongados de alta actividad. En la mayoría de sus escritos, Bakker enmarcó sus argumentos como nueva evidencia que condujo a un renacimiento de ideas populares a fines del siglo XIX, refiriéndose con frecuencia a un renacimiento de dinosaurios. Usó una variedad de argumentos anatómicos y estadísticos para defender su caso, cuya metodología fue ferozmente debatida entre los científicos.
Estos debates despertaron interés en nuevos métodos para determinar la paleobiología de animales extintos, como la histología ósea, que se han aplicado con éxito para determinar las tasas de crecimiento de muchos dinosaurios
Hoy en día, generalmente se piensa que muchos o quizás todos los dinosaurios tenían tasas metabólicas más altas que los reptiles vivos, pero también que la situación es más compleja y variada de lo que propuso originalmente Bakker. Por ejemplo, mientras que los dinosaurios más pequeños pueden haber sido verdaderos endotermos, las formas más grandes podrían haber sido homeotermos inerciales, o que muchos dinosaurios podrían haber tenido tasas metabólicas intermedias.

## Alimentación y digestión
Es casi seguro que los primeros dinosaurios eran depredadores, y compartían varias características depredadoras con sus parientes no dinosaurios más cercanos, como Lagosuchus, que incluyen: dientes relativamente grandes, curvos, en forma de cuchilla en mandíbulas grandes y abiertas que se cerraban como tijeras; abdómenes relativamente pequeños, ya que los carnívoros no requieren grandes sistemas digestivos. Los dinosaurios posteriores considerados depredadores a veces crecieron mucho más, pero conservaron el mismo conjunto de características. En lugar de masticar su comida, estos depredadores se la tragaban entera.
Los hábitos alimenticios de los ornitomimosaurios y los oviraptorosaurios son un misterio: aunque evolucionaron de un linaje de terópodos depredadores, tienen mandíbulas pequeñas y carecen de los dientes en forma de cuchilla de los depredadores típicos, pero no hay evidencia de su dieta ni de cómo la comían y digerían.
Las características de otros grupos de dinosaurios indican que eran herbívoros. Estas características incluyen:
- Mandíbulas que solo se abrían y cerraban ligeramente para que todos los dientes se encontraran al mismo tiempo
- Grandes abdómenes que podrían acomodar grandes cantidades de vegetación y almacenarla durante el largo tiempo que lleva digerir la vegetación
- Tripas que probablemente contenían microorganismos endosimbióticos que digieren la celulosa, ya que ningún animal conocido puede digerir este material resistente directamente[14]

Los saurópodos, que eran herbívoros, no masticaban su comida, ya que sus dientes y mandíbulas parecían adecuados solo para arrancar las hojas de las plantas. Los ornitisquios, también herbívoros, muestran una variedad de enfoques. Los anquilosaurios y estegosaurios acorazados tenían cabezas pequeñas y mandíbulas y dientes débiles, y se cree que se alimentaban de la misma manera que los saurópodos. Los paquicefalosaurios tenían cabezas pequeñas y mandíbulas y dientes débiles, pero su falta de sistemas digestivos grandes sugiere una dieta diferente, posiblemente frutas, semillas o brotes jóvenes, que habrían sido más nutritivos para ellos que las hojas.
Por otro lado, los ornitópodos como Hypsilophodon, Iguanodon y varios hadrosaurios tenían picos córneos para cortar la vegetación y mandíbulas y dientes bien adaptados para masticar. Los ceratopsianos con cuernos tenían mecanismos similares.
Se ha sugerido que al menos algunos dinosaurios usaban piedras tragadas, conocidas como gastrolitos, para ayudar a la digestión al moler su comida en mollejas musculares, y que esta era una característica que compartían con las aves. Un estudio revisó las referencias a los gastrolitos en la literatura científica y encontró una confusión considerable, comenzando por la falta de una definición acordada y objetiva de "gastrolito". Descubrió que tragar piedras duras o arena puede ayudar a la digestión en las aves que se alimentan principalmente de granos, pero que pueden no ser esenciales, y que las aves que comen insectos en verano y granos en invierno generalmente se deshacen de las piedras y la arena en verano. Los gastrolitos a menudo se han descrito como importantes para los dinosaurios saurópodos, cuya dieta de vegetación requería una digestión muy completa, pero concluyó que esta idea era incorrecta: los gastrolitos se encuentran con solo un pequeño porcentaje de fósiles de saurópodos; donde se han encontrado, las cantidades son demasiado pequeñas y, en muchos casos, las piedras son demasiado blandas para haber sido efectivas para moler alimentos; la mayoría de estos gastrolitos están muy pulidos, pero los gastrolitos utilizados por los animales modernos para moler alimentos se vuelven ásperos por el desgaste y corroídos por los ácidos estomacales; por lo tanto, los gastrolitos de saurópodos probablemente fueron tragados accidentalmente. Por otro lado, concluyó que los gastrolitos encontrados con fósiles de dinosaurios terópodos avanzados como Sinornithomimus y Caudipteryx se asemejan a los de las aves, y que el uso de gastrolitos para moler alimentos puede haber aparecido temprano en el grupo de dinosaurios del que provienen estos dinosaurios y aves.

## Biología reproductiva
Al poner huevos, a las aves hembra les crece un tipo especial de hueso en sus extremidades entre el hueso exterior duro y la médula.  Este hueso medular, que es rico en calcio, se utiliza para fabricar cáscaras de huevo, y las aves que lo producen lo absorben cuando han terminado de poner huevos. Se ha encontrado hueso medular en fósiles de los terópodos Tyrannosaurus y Allosaurus y del ornitópodo Tenontosaurus.
Debido a que la línea de dinosaurios que incluye a Allosaurus y Tyrannosaurus divergió de la línea que condujo a Tenontosaurus muy temprano en la evolución de los dinosaurios, la presencia de hueso medular en ambos grupos sugiere que los dinosaurios en general produjeron tejido medular. Por otro lado, los cocodrilos, que son los segundos parientes más cercanos de los dinosaurios después de las aves, no producen hueso medular. Este tejido puede haber aparecido por primera vez en los ornitodiros, el grupo de arcosaurios del Triásico del que se cree que evolucionaron los dinosaurios.
Se ha encontrado hueso medular en especímenes de tamaño subadulto, lo que sugiere que los dinosaurios alcanzaron la madurez sexual antes de alcanzar la madurez. La madurez sexual en tamaño subadulto también se encuentra en reptiles y en mamíferos de tamaño mediano a grande, pero las aves y los mamíferos pequeños alcanzan la madurez sexual solo después de que son adultos, lo que ocurre dentro de su primer año. La madurez sexual temprana también está asociada con características específicas de los ciclos de vida de los animales: las crías nacen relativamente bien desarrolladas en lugar de indefensas; y la tasa de mortalidad entre los adultos es alta.

## Sistema respiratorio

### Sacos de aire

Los pulmones de las aves obtienen aire fresco tanto durante la exhalación como durante la inhalación, porque los sacos de aire hacen todo el "bombeo" y los pulmones simplemente absorben oxígeno.

Desde 1870, se ha aceptado que los esqueletos poscraneales de muchos dinosaurios contenían muchas cavidades llenas de aire (neumaticidad esquelética poscraneal, especialmente en las vértebras). La neumatización del cráneo (como los senos paranasales) se encuentra tanto en sinápsidos como en arcosaurios, pero la neumatización poscraneal se encuentra solo en aves, dinosaurios saurisquios no aviares y pterosaurios.
Durante mucho tiempo, estas cavidades se consideraron simplemente como dispositivos para ahorrar peso, pero se ha propuesto que estaban conectadas a sacos de aire como los que hacen que el sistema respiratorio de las aves sea el más eficiente de todos los animales.
Se ha esto y sugerido que los dinosaurios tenían un sistema respiratorio "de marea" (hacia adentro y hacia afuera) impulsado por un mecanismo de pistón hepático similar al de un cocodrilo – los músculos adheridos principalmente al pubis tiran del hígado hacia atrás, lo que hace que los pulmones se expandan para inhalar; cuando estos músculos se relajan, los pulmones vuelven a su tamaño y forma anteriores, y el animal exhala. También presentaron esto como una razón para dudar de que las aves descendieran de los dinosaurios.
Los críticos han afirmado que, sin los alvéolos aviares, las modestas mejoras en algunos aspectos de los sistemas circulatorio y respiratorio de un reptil moderno permitirían que el reptil alcanzara del 50 % al 70 % del flujo de oxígeno de un mamífero de tamaño similar, y que la falta de alvéolos aviares no impediría el desarrollo de la endotermia. Se han publicado muy pocas refutaciones formales en revistas científicas de la afirmación de que los dinosaurios no podrían haber tenido sacos de aire al estilo de las aves; pero uno señala que el fósil de Sinosauropteryx en el que basaron gran parte de su argumento estaba severamente aplastado y, por lo tanto, era imposible saber si el hígado tenía la forma correcta para actuar como parte de un mecanismo de pistón hepático.
Los investigadores han presentado pruebas y argumentos a favor de los sacos de aire en saurópodos, "prosaurópodos", celurosaurios, ceratosaurios y los terópodos Aerosteon y Coelophysis.
En los saurópodos avanzados ("neosaurópodos"), las vértebras de la parte inferior de la espalda y las regiones de la cadera muestran signos de sacos de aire. En los primeros saurópodos, solo las vértebras cervicales (cuello) muestran estas características. Si la secuencia de desarrollo que se encuentra en los embriones de aves es una guía, los sacos de aire en realidad evolucionaron antes que los canales en el esqueleto que los acomodan en formas posteriores.

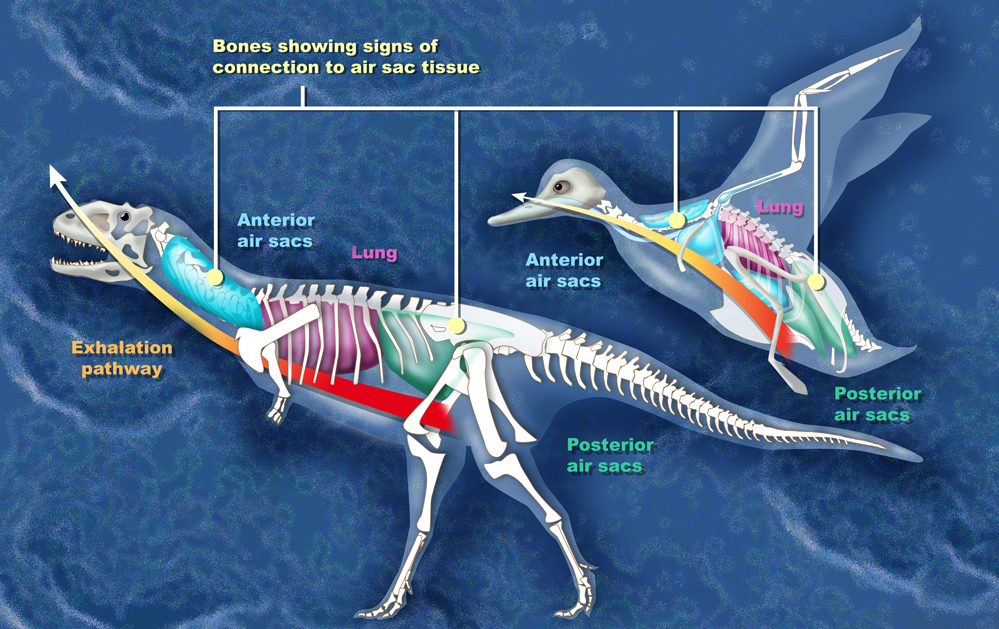
Comparación entre los sacos de aire de Majungasaurus y un pájaro

También se ha encontrado evidencia de sacos de aire en terópodos. Los estudios indican que los fósiles de celurosaurios, ceratosaurios, y los terópodos Coelophysis y Aerosteon exhiben evidencia de sacos de aire. Coelophysis, del Triásico tardío, es uno de los primeros dinosaurios cuyos fósiles muestran evidencia de canales para sacos de aire. Aerosteon, un alosaurio del Cretácico superior, tenía la mayoría de los sacos de aire parecidos a pájaros encontrados hasta ahora.
Los primeros sauropodomorfos, incluido el grupo tradicionalmente llamado "prosaurópodos", también pueden haber tenido sacos de aire. Aunque se han encontrado posibles hendiduras neumáticas en Plateosaurus y Thecodontosaurus, las hendiduras son muy pequeñas. Un estudio concluyó que los prosaurópodos probablemente tenían sacos de aire abdominales y cervicales, según la evidencia de ellos en taxones hermanos (terópodos y saurópodos). El estudio concluyó que era imposible determinar si los prosaurópodos tenían un pulmón de flujo similar al de un pájaro, pero que los sacos de aire estaban casi seguros presentes. Otra indicación de la presencia de sacos de aire y su uso en la ventilación pulmonar proviene de una reconstrucción del volumen de intercambio de aire (el volumen de aire intercambiado con cada respiración) de Plateosaurus, que cuando se expresa como una relación de volumen de aire por peso corporal en 29 mL/kg es similar a los valores de los gansos y otras aves, y mucho más alto que los valores típicos de los mamíferos.
Hasta el momento no se ha encontrado evidencia de sacos de aire en los dinosaurios ornitisquios. Pero esto no implica que los ornitisquios no pudieran tener tasas metabólicas comparables a las de los mamíferos, ya que los mamíferos tampoco tienen sacos de aire.
Se han sugerido tres explicaciones para el desarrollo de los sacos de aire en los dinosaurios:
- Aumento de la capacidad respiratoria. Esta es probablemente la hipótesis más común y encaja bien con la idea de que muchos dinosaurios tenían tasas metabólicas bastante altas.
- Mejora el equilibrio y la maniobrabilidad al bajar el centro de gravedad y reducir la inercia rotacional. Sin embargo, esto no explica la expansión de los sacos de aire en los saurópodos cuadrúpedos.
- Como mecanismo de enfriamiento. Parece que los sacos de aire y las plumas evolucionaron casi al mismo tiempo en los celurosaurios. Si las plumas retuvieran el calor habrían necesitado un medio para disipar el exceso de calor. Esta idea es plausible, pero necesita más apoyo empírico.

Los cálculos de los volúmenes de varias partes del sistema respiratorio saurópodo Apatosaurus respaldan la evidencia de sacos de aire parecidos a pájaros en los saurópodos:
- Suponiendo que Apatosaurus, como los parientes sobrevivientes más cercanos de los dinosaurios, los cocodrilos y las aves, no tuvieran diafragma, el volumen del espacio muerto de un espécimen de 30 toneladas sería de aproximadamente 184 litros. Este es el volumen total de la boca, la tráquea y los conductos de aire. Si el animal exhala menos que esto, el aire viciado no es expulsado y es succionado hacia los pulmones en la siguiente inhalación.
- Estimaciones de su volumen corriente – la cantidad de aire que entra o sale de los pulmones en una sola respiración – depender del tipo de sistema respiratorio que tenía el animal: 904 litros si es aviar; 225 litros si es mamífero; 19 litros si es reptiliano.

Sobre esta base, el Apatosaurus no podría haber tenido un sistema respiratorio de reptil, ya que su volumen corriente habría sido menor que su volumen de espacio muerto, por lo que el aire viciado no era expulsado sino que sería succionado de regreso a los pulmones. Asimismo, un sistema de mamíferos solo proporcionaría a los pulmones alrededor de 225 − 184 = 41 L de aire fresco y oxigenado en cada respiración. Por lo tanto, el Apatosaurus debe haber tenido un sistema desconocido en el mundo moderno o uno como el de las aves, con múltiples sacos de aire y un pulmón de flujo continuo. Además, un sistema aviar solo necesitaría un volumen pulmonar de alrededor de 600 L, mientras que uno de mamífero habría requerido unos 2.950 L, lo que superaría los 1.700 L de espacio disponible en un tórax de Apatosaurus de 30 toneladas.
Los sistemas respiratorios de los dinosaurios con sacos de aire similares a los de las aves pueden haber sido capaces de mantener niveles de actividad más altos que los de los mamíferos de tamaño y constitución similares. Además de proporcionar un suministro de oxígeno muy eficiente, el flujo de aire rápido habría sido un mecanismo de enfriamiento eficaz, que es esencial para los animales que están activos, pero son demasiado grandes para eliminar todo el exceso de calor a través de la piel.
Se ha argumentado que la evolución del sistema de sacos de aire, que aparece por primera vez en los primeros dinosaurios, puede haber sido en respuesta al oxígeno atmosférico muy bajo (11%) de las edades Carnian y Norian del período Triásico. 

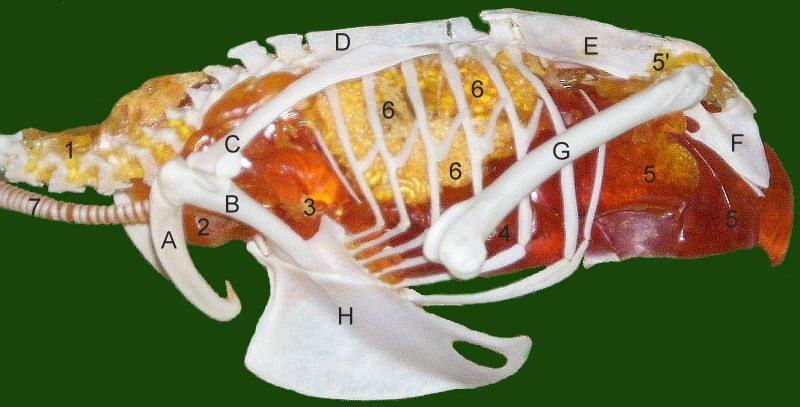
Los procesos uncinados son las pequeñas espuelas blancas a mitad de camino a lo largo de las costillas. El resto de este diagrama muestra los alvéolos y otras partes del sistema respiratorio de un ave: 1 alvéolo cervical, 2 alvéolo clavicular, 3 alvéolo torácico craneal, 4 alvéolo torácico caudal, 5 alvéolo abdominal (5' divertículo en pelvis faja), 6 pulmón, 7 tráquea

### Procesos uncinados en las costillas
Las aves tienen espolones llamados "procesos uncinados" en los bordes posteriores de sus costillas, y estos le dan a los músculos del pecho más palanca cuando bombean el pecho para mejorar el suministro de oxígeno. El tamaño de los procesos uncinados está relacionado con el estilo de vida de las aves y los requisitos de oxígeno: son más cortos en las aves que caminan y más largos en las que se zambullen, que necesitan reponer sus reservas de oxígeno rápidamente cuando salen a la superficie. Los dinosaurios maniraptoranos no aviares también tenían estos procesos uncinados, y eran proporcionalmente tan largos como las aves buceadoras modernas, lo que indica que los maniraptoranos necesitaban un suministro de oxígeno de alta capacidad.
Se han observado placas que pueden haber funcionado de la misma manera que los procesos uncinados en fósiles del dinosaurio ornitisquio Thescelosaurus, y se han interpretado como evidencia de un alto consumo de oxígeno y, por lo tanto, una alta tasa metabólica.

### Cornetes nasales
Los cornetes nasales son estructuras enrevesadas de hueso delgado en la cavidad nasal. En la mayoría de los mamíferos y aves, estos están presentes y revestidos con membranas mucosas que realizan dos funciones. Mejoran el sentido del olfato al aumentar el área disponible para absorber sustancias químicas transportadas por el aire, calientan y humedecen el aire inhalado y extraen el calor y la humedad del aire exhalado para evitar la desecación de los pulmones.
Se ha argumentado que no se ha encontrado evidencia de cornetes nasales en los dinosaurios. Todos los dinosaurios que examinaron tenían fosas nasales que eran demasiado estrechas y cortas para acomodar los cornetes nasales, por lo que los dinosaurios no podrían haber sostenido la frecuencia respiratoria requerida para una tasa metabólica similar a la de los mamíferos o las aves mientras estaban en reposo, porque sus pulmones se habrían colapsado. Sin embargo, se han planteado objeciones contra este argumento. Los cornetes nasales están ausentes o son muy pequeños en algunas aves (por ejemplo, ratitaes, procellariiformes y falconiformes) y mamíferos (por ejemplo, ballenas, osos hormigueros, murciélagos, elefantes y la mayoría de los primates), aunque estos animales son totalmente endotérmicos y, en algunos casos, muy activos. Otros estudios concluyen que los cornetes nasales son frágiles y rara vez se encuentran en los fósiles. En particular, no se ha encontrado ninguno en aves fósiles.
Se ha informado haber encontrado cornetes nasales en paquicefalosaurios.

## Sistema cardiovascular

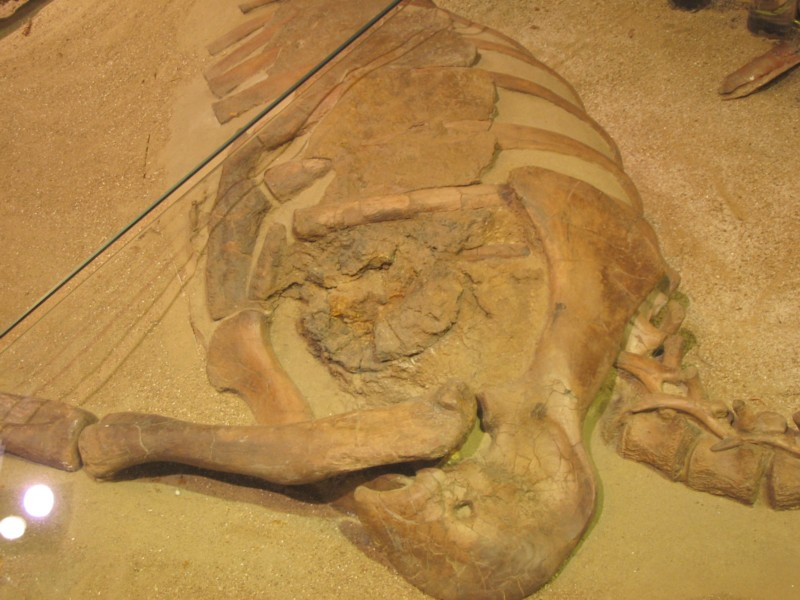
El posible corazón de "Willo" el thescelosaurio (centro).

En principio, uno esperaría que los dinosaurios tuvieran circulaciones de dos partes impulsadas por corazones de cuatro cámaras, ya que muchos habrían necesitado presión arterial alta para llevar sangre a sus cabezas, que estaban muy por encima del suelo, pero los pulmones de los vertebrados solo pueden tolerar niveles bastante bajos de presión arterial. En 2000, se describió que un esqueleto de Thescelosaurus, ahora en exhibición en el Museo de Ciencias Naturales de Carolina del Norte, incluía los restos de un corazón de cuatro cámaras y una aorta. Los autores interpretaron que la estructura del corazón indicaba una tasa metabólica elevada para Thescelosaurus, no la sangre fría de los reptiles. Sus conclusiones han sido cuestionadas, afirmando que el corazón es realmente una concreción completamente mineral. La anatomía dada para el objeto era incorrecta, por ejemplo, la supuesta "aorta" es más estrecha donde se encuentra con el "corazón" y carece de arterias que se ramifiquen desde ella; el "corazón" envuelve parcialmente una de las costillas y tiene una estructura interna de capas concéntricas en algunos lugares; y se conserva otra concreción detrás de la pierna derecha. Los autores originales defendieron su posición; coincidieron en que el tórax contenía un tipo de concreción, pero que se había formado alrededor y preservado parcialmente las porciones más musculares del corazón y la aorta.
Independientemente de la identidad del objeto, puede tener poca relevancia para la anatomía interna y la tasa metabólica de los dinosaurios. Tanto los cocodrilos modernos como las aves, los parientes vivos más cercanos de los dinosaurios, tienen corazones de cuatro cámaras, aunque modificados en los cocodrilos, por lo que los dinosaurios probablemente también los tenían. Sin embargo, estos corazones no están necesariamente vinculados a la tasa metabólica.

## Crecimiento y ciclo de vida
No se ha encontrado ningún huevo de dinosaurio que sea más grande que una pelota de baloncesto y se han encontrado embriones de dinosaurios grandes en huevos relativamente pequeños, por ejemplo Maiasaura. Al igual que los mamíferos, los dinosaurios dejaban de crecer cuando alcanzaban el tamaño adulto típico de su especie, mientras que los reptiles maduros continuaban creciendo lentamente si tenían suficiente comida. Los dinosaurios de todos los tamaños crecieron más rápido que los reptiles modernos de tamaño similar; pero los resultados de las comparaciones con animales modernos de "sangre caliente" de tamaño similar dependen de sus tamaños:
| Peso (kg)   | Tasa de crecimiento comparativa de los dinosaurios | Animales modernos en este rango de tamaño |
| ----------- | --- | ----------------------------------------- |
| 0.22        | Más lento que los marsupiales | Rata                                      |
| 1 – 20      | Similares a los marsupiales, más lentos que las aves precoces (las que nacen capaces de correr) | De cuy a cóndor andino                    |
| 100 – 1000  | Más rápido que los marsupiales, similar a las aves precoces, más lento que los mamíferos placentarios                                                                                              | De canguro rojo a oso polar               |
| 1500 – 3500 | Similar a la mayoría de los mamíferos placentarios | Del bisonte americano al rinoceronte      |
| 25000 y más | Muy rápido, similar a las ballenas modernas; pero aproximadamente la mitad de la de un ave altricial agrandada (una que nace indefensa), si se pudiera escalar un ave a 25 000 kilogramos (25,0 t) | Ballenas                                  |

Un gráfico que muestra las curvas de crecimiento hipotéticas (masa corporal versus edad) de cuatro tiranosáuridos. Tyrannosaurus rex está dibujado en negro.

Tyrannosaurus rex mostró un "crecimiento acelerado adolescente":
- ½ tonelada a los 10 años
- Crecimiento muy rápido a cerca de 2 toneladas a mediados de la adolescencia (alrededor de ½ tonelada por año)
- Crecimiento insignificante después de la segunda década

Un estudio de un esqueleto del hadrosaurio Hypacrosaurus concluyó que este dinosaurio creció aún más rápido, alcanzando su tamaño completo a la edad de 15 años; la principal evidencia fue el número y el espaciado de los anillos de crecimiento en sus huesos. Encontró que esto es consistente con la teoría del ciclo de vida de que las especies de presa deberían crecer más rápido que sus depredadores si pierden muchos juveniles a causa de los depredadores y el entorno local proporciona suficientes recursos para un crecimiento rápido.
Parece que los dinosaurios individuales tuvieron una vida bastante corta, por ejemplo, el Tyrannosaurus más antiguo (al morir) encontrado hasta ahora tenía 28 años y el saurópodo más antiguo tenía 38. La depredación probablemente fue responsable de la alta tasa de mortalidad de los dinosaurios muy jóvenes y la competencia sexual de la alta tasa de mortalidad de los dinosaurios sexualmente maduros.

## Metabolismo
La opinión científica sobre el estilo de vida, el metabolismo y la regulación de la temperatura de los dinosaurios ha variado con el tiempo desde el descubrimiento de los dinosaurios a mediados del siglo XIX. La actividad de las enzimas metabólicas varía con la temperatura, por lo que el control de la temperatura es vital para cualquier organismo, ya sea endotérmico o ectotérmico. Los organismos pueden clasificarse como poiquilotermos (poikilo – cambiando), que son tolerantes a las fluctuaciones de temperatura interna y homeotermos (homeo – mismo), que debe mantener una temperatura central constante. Los animales pueden clasificarse además como endotermos, que regulan su temperatura internamente, y ectotermos, que regulan la temperatura mediante el uso de fuentes de calor externas.
"Sangre caliente" es un término complejo y bastante ambiguo, porque incluye algunos o todos de:
- Homeotermia, es decir, mantener una temperatura corporal bastante constante. Los endotermos modernos mantienen una variedad de temperaturas: 28 grados Celsius (82,4 °F) a 30 grados Celsius (86,0 °F) en monotremas y perezosos; 33 grados Celsius (91,4 °F) a 36 grados Celsius (96,8 °F) en marsupiales; 36 grados Celsius (96,8 °F) a 38 grados Celsius (100,4 °F) en la mayoría de los placentarios; y alrededor de 41 grados Celsius (105,8 °F) en aves.[34]
- Taquimetabolismo, es decir, mantener una tasa metabólica alta, particularmente cuando se está en reposo. Esto requiere una temperatura corporal bastante alta y estable, ya que los procesos bioquímicos son la mitad de rápidos si la temperatura del animal baja 10 °C; la mayoría de las enzimas tienen una temperatura operativa óptima y su eficiencia cae rápidamente fuera del rango preferido.[58]
- Endotermia, es decir, la capacidad de generar calor internamente, por ejemplo, "quemando" grasa, en lugar de mediante comportamientos como tomar el sol o la actividad muscular. Aunque la endotermia es, en principio, la forma más fiable de mantener una temperatura bastante constante, es cara; por ejemplo, los mamíferos modernos necesitan de 10 a 13 veces más comida que los reptiles modernos.[34]

Los dinosaurios grandes también pueden haber mantenido sus temperaturas mediante homeotermia inercial, también conocida como "homeotermia masiva" u "homeotermia masiva". En otras palabras, la capacidad térmica de animales tan grandes era tan alta que se necesitarían dos días o más para que sus temperaturas cambiaran significativamente, y esto habría suavizado las variaciones causadas por los ciclos de temperatura diarios. Este efecto de suavizado se ha observado en tortugas grandes y cocodrilos, pero Plateosaurus, que pesaba unos 700 kilogramos (1543,2 lb), puede haber sido el dinosaurio más pequeño en el que habría sido efectivo. La homeotermia inercial no habría sido posible para especies pequeñas ni para los jóvenes de especies más grandes. La fermentación de la vegetación en las entrañas de los grandes herbívoros también puede producir un calor considerable, pero este método de mantener una temperatura alta y estable no hubiera sido posible para los carnívoros o los herbívoros pequeños o las crías de los herbívoros más grandes.
Dado que los mecanismos internos de las criaturas extintas son desconocidos, la mayor parte de la discusión se centra en la homeotermia y el taquimetabolismo.
La evaluación de las tasas metabólicas se complica por la distinción entre las tasas en reposo y en actividad. En todos los reptiles modernos y en la mayoría de los mamíferos y aves, las tasas máximas durante la actividad máxima son de 10 a 20 veces más altas que las tasas mínimas en reposo. Sin embargo, en algunos mamíferos estas tasas difieren en un factor de 70. En teoría, sería posible que un vertebrado terrestre tuviera una tasa metabólica de reptil en reposo y una tasa similar a la de un pájaro mientras trabaja a toda máquina. Sin embargo, un animal con una tasa de reposo tan baja no podría crecer rápidamente. Los enormes saurópodos herbívoros pueden haber estado moviéndose tan constantemente en busca de comida que su gasto de energía habría sido muy similar, independientemente de si sus tasas metabólicas en reposo eran altas o bajas.

### Teorías
Las principales posibilidades son que:
- Los dinosaurios eran de sangre fría, como los reptiles modernos, excepto que el gran tamaño de muchos habría estabilizado la temperatura de sus cuerpos.
- Eran de sangre caliente, más parecidos a los mamíferos o aves modernos que a los reptiles modernos.
- No eran ni de sangre fría ni de sangre caliente en términos modernos, pero tenían metabolismos que eran diferentes y, en cierto modo, intermedios entre los de los animales modernos de sangre fría y de sangre caliente.
- Incluyeron animales con dos o tres de estos tipos de metabolismo.

Los dinosaurios existieron durante unos 150 millones de años, por lo que es muy probable que diferentes grupos desarrollaran diferentes metabolismos y regímenes termorreguladores, y que algunos desarrollaran fisiologías diferentes a las de los primeros dinosaurios.
Si todos o algunos dinosaurios tuvieran metabolismos intermedios, podrían haber tenido las siguientes características:
- Bajas tasas metabólicas en reposo, lo que reduciría la cantidad de alimentos que necesitan y les permitiría usar más de esa comida para crecer que los animales con altas tasas metabólicas en reposo.
- Homeotermia inercial
- La capacidad de controlar la pérdida de calor al expandir y contraer los vasos sanguíneos justo debajo de la piel, como hacen muchos reptiles modernos.
- Circulaciones de dos partes impulsadas por corazones de cuatro cámaras.
- Alta capacidad aeróbica, lo que permite una actividad sostenida.

Se ha sugerido que tales animales podrían considerarse "endotermos fallidos". Imaginó tanto a los dinosaurios como a los ancestros triásicos de los mamíferos, pasando por una etapa con estas características. Los mamíferos se vieron obligados a volverse más pequeños a medida que los arcosaurios llegaron a dominar los nichos ecológicos para animales medianos y grandes. Su tamaño decreciente los hizo más vulnerables a la pérdida de calor porque aumentó sus proporciones de área de superficie a masa y, por lo tanto, los obligó a aumentar la generación de calor interno y, como resultado, convertirse en endotermos completos. Por otro lado, los dinosaurios se convirtieron en animales medianos a muy grandes y, en consecuencia, pudieron retener el tipo de metabolismo "intermedio".

### Estructura ósea
Armand de Ricqlès descubrió canales haversianos en huesos de dinosaurios y argumentó que había evidencia de endotermia en los dinosaurios. Estos canales son comunes en los animales de "sangre caliente" y están asociados con un crecimiento rápido y un estilo de vida activo porque ayudan a reciclar los huesos para facilitar el crecimiento rápido y reparar el daño causado por el estrés o las lesiones. El hueso haversiano secundario denso, que se forma durante la remodelación, se encuentra en muchos endotermos vivos, así como en dinosaurios, pterosaurios y terápsidos. Los canales haversianos secundarios están correlacionados con el tamaño y la edad, el estrés mecánico y el recambio de nutrientes. La presencia de canales haversianos secundarios sugiere un crecimiento óseo y una esperanza de vida comparables en mamíferos y dinosaurios. Se argumentó que la presencia de hueso fibrolamelar (producido rápidamente y con una apariencia fibrosa y tejida) en los fósiles de dinosaurios era evidencia de endotermia.
Sin embargo, como resultado de otras investigaciones, principalmente posteriores, la estructura ósea no se considera un indicador fiable del metabolismo en dinosaurios, mamíferos o reptiles:
- Los huesos de dinosaurio a menudo contienen líneas de crecimiento detenido (LAG), formadas por períodos alternos de crecimiento lento y rápido; de hecho, muchos estudios cuentan los anillos de crecimiento para estimar las edades de los dinosaurios.[53][54] La formación de anillos de crecimiento generalmente es impulsada por cambios estacionales de temperatura, y esta influencia estacional a veces se ha considerado como un signo de metabolismo lento y ectotermia. Pero los anillos de crecimiento se encuentran en los osos polares y en los mamíferos que hibernan.[63][64] La relación entre los LAG y la dependencia del crecimiento estacional sigue sin resolverse.[65]
- El hueso fibrolamelar es bastante común en los cocodrilos jóvenes y, a veces, se encuentra en adultos.[66][67]
- El hueso haversiano se ha encontrado en tortugas, cocodrilos y tortugas terrestres,[68] pero a menudo está ausente en pájaros pequeños, murciélagos, musarañas y roedores.[67]

Sin embargo, de Ricqlès perseveró en los estudios de la estructura ósea de dinosaurios y arcosaurios. A mediados de 2008, fue coautor de un artículo que examinó muestras de huesos de una amplia gama de arcosaurios, incluidos los primeros dinosaurios, y concluyó que:
- Incluso los primeros arcosauriformes pueden haber sido capaces de un crecimiento muy rápido, lo que sugiere que tenían tasas metabólicas bastante altas. Aunque sacar conclusiones sobre los primeros arcosauriformes de formas posteriores es complicado, porque es muy probable que existan variaciones específicas de la especie en la estructura ósea y la tasa de crecimiento, existen estrategias de investigación que pueden minimizar el riesgo de que tales factores causen errores en el análisis.
- Los arcosaurios se dividieron en tres grupos principales en el Triásico: los ornitodiros, a partir de los cuales evolucionaron los dinosaurios, permanecieron comprometidos con un rápido crecimiento; los antepasados de los cocodrilos adoptaron tasas de crecimiento lentas más típicas de "reptiles"; y la mayoría de los demás arcosaurios del Triásico tenían tasas de crecimiento intermedias.

Un análisis osteohistológico de la densidad vascular, la forma y el área de los osteocitos concluyó que los dinosaurios no aviares y la mayoría de los arcosauriformes (excepto Proterosuchus, cocodrilos y fitosaurios) retenían el calor y tenían tasas metabólicas en reposo similares a las de los mamíferos y aves actuales.

### Tasa metabólica, presión arterial y flujo
Los endotermos dependen en gran medida del metabolismo aeróbico y tienen altas tasas de consumo de oxígeno durante la actividad y el descanso. El oxígeno requerido por los tejidos es transportado por la sangre y, en consecuencia, las tasas de flujo sanguíneo y las presiones sanguíneas en el corazón de los endotermos de sangre caliente son considerablemente más altas que las de los ectotermos de sangre fría. Es posible medir las presiones sanguíneas mínimas de los dinosaurios estimando la distancia vertical entre el corazón y la parte superior de la cabeza, porque esta columna de sangre debe tener una presión en la parte inferior igual a la presión hidrostática derivada de la densidad de la sangre y gravedad. A esta presión se suma la necesaria para mover la sangre a través del sistema circulatorio. Se señaló que, debido a su altura, muchos dinosaurios tenían presiones arteriales mínimas dentro del rango endotérmico, y que debían tener corazones de cuatro cámaras para separar el circuito de alta presión al cuerpo del circuito de baja presión de los pulmones. No estaba claro si estos dinosaurios tenían presión arterial alta simplemente para sostener la columna de sangre o para soportar las altas tasas de flujo de sangre requeridas por la endotermia o ambas cosas.

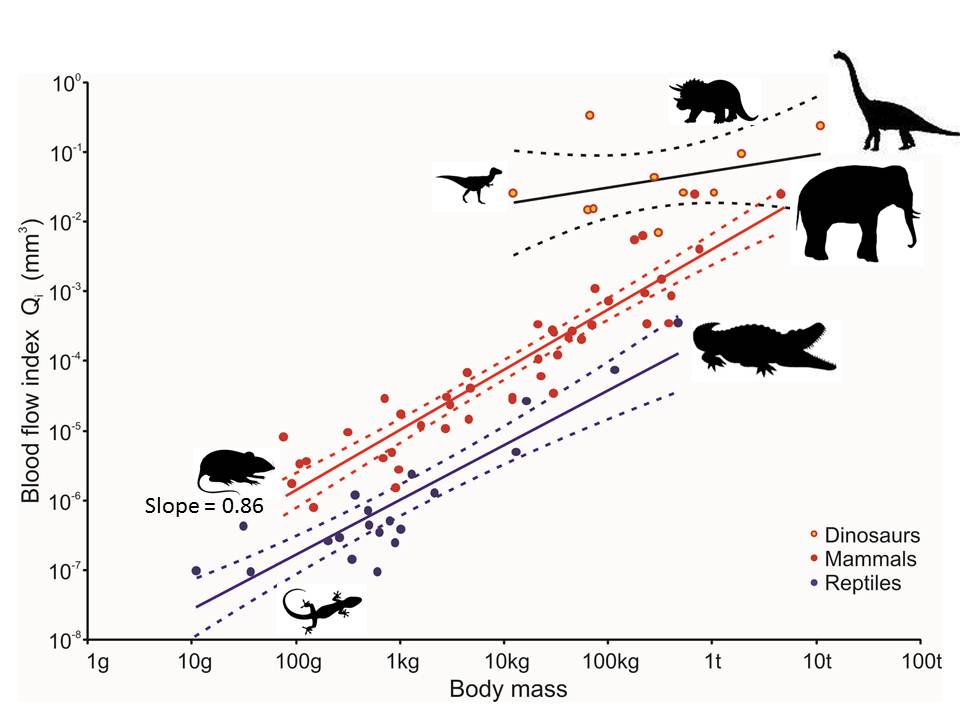
Índice de flujo sanguíneo del foramen, derivado del tamaño del foramen de nutrientes de los fémures de mamíferos, reptiles y dinosaurios

Sin embargo, un análisis reciente de los pequeños agujeros en los huesos de las patas fósiles de los dinosaurios proporciona un indicador de la tasa de flujo sanguíneo y, por lo tanto, de la tasa metabólica. Los orificios se denominan forámenes de nutrientes y la arteria de nutrientes es el principal vaso sanguíneo que pasa al interior del hueso, donde se ramifica en pequeños vasos del sistema de canales de Havers. Este sistema es responsable de reemplazar el hueso viejo con hueso nuevo, reparando así las microroturas que ocurren naturalmente durante la locomoción. Sin esta reparación, se acumularían microroturas, lo que provocaría fracturas por estrés y, en última instancia, una falla ósea catastrófica. El tamaño del foramen de nutrientes proporciona un índice del flujo sanguíneo a través de él, según la ecuación de Hagen-Poiseuille. El tamaño también está relacionado con el tamaño del cuerpo del animal, por supuesto, por lo que este efecto se elimina mediante análisis de alometría. El índice de flujo sanguíneo del foramen de nutrientes de los fémures en los mamíferos vivos aumenta en proporción directa a las tasas metabólicas máximas de los animales, medidas durante la locomoción máxima sostenida. El índice de flujo sanguíneo de los mamíferos es unas 10 veces mayor que el de los reptiles ectotérmicos. Diez especies de dinosaurios fósiles de cinco grupos taxonómicos revelan índices incluso más altos que en los mamíferos, cuando se tiene en cuenta el tamaño corporal, lo que indica que eran animales aeróbicos muy activos. Por lo tanto, la alta tasa de flujo sanguíneo, la presión arterial alta, un corazón de cuatro cámaras y un metabolismo aeróbico sostenido son todos consistentes con la endotermia.

### Tasas de crecimiento
Los dinosaurios crecieron de huevos pequeños a varias toneladas de peso con relativa rapidez. Una interpretación natural de esto es que los dinosaurios convirtieron la comida en peso corporal muy rápidamente, lo que requiere un metabolismo bastante rápido tanto para forrajear activamente como para asimilar la comida rápidamente. El hueso en desarrollo que se encuentra en los juveniles es claramente poroso, lo que se ha relacionado con la vascularización y la tasa de deposición ósea, lo que sugiere tasas de crecimiento cercanas a las observadas en las aves modernas.
Pero un estudio preliminar de la relación entre el tamaño adulto, la tasa de crecimiento y la temperatura corporal concluyó que los dinosaurios más grandes tenían temperaturas corporales más altas que los más pequeños; Se estimó que Apatosaurus, el dinosaurio más grande de la muestra, tenía una temperatura corporal superior a 41 grados Celsius (105,8 °F), mientras que se estimó que los dinosaurios más pequeños tenían temperaturas corporales de alrededor 25 grados Celsius (77,0 °F)– a modo de comparación, la temperatura normal del cuerpo humano es de aproximadamente 37 grados Celsius (98,6 °F) . Con base en estas estimaciones, el estudio concluyó que los grandes dinosaurios eran homeotermos inerciales (su temperatura se estabilizaba por su gran volumen) y que los dinosaurios eran ectotérmicos (en términos coloquiales, "de sangre fría", porque no generaban tanto calor como los mamíferos cuando no se está moviendo o digiriendo alimentos). Estos resultados son consistentes con la relación entre el tamaño de los dinosaurios y las tasas de crecimiento. Los estudios del sauropodomorfo Massospondylus y el primitivo terópodo Syntarsus (Megapnosaurus) revelan tasas de crecimiento de 3 kg/año y 17 kg/año, respectivamente, mucho más lentos que los estimados de Maiasaura y observados en aves modernas.

### Proporciones de isótopos de oxígeno en el hueso
La proporción de los isótopos 16O y 18O en el hueso depende de la temperatura a la que se formó el hueso: cuanto mayor sea la temperatura, más 16O. Se analizaron las proporciones de isótopos en dos terópodos que vivían en regiones templadas con variación estacional de temperatura, Tyrannosaurus (EE. UU.) y Giganotosaurus (Argentina):
- Las vértebras dorsales de ambos dinosaurios no mostraron signos de variación estacional, lo que indica que ambos mantuvieron una temperatura central constante a pesar de las variaciones estacionales en la temperatura del aire.
- Las costillas y los huesos de las piernas de ambos dinosaurios mostraron una mayor variabilidad en la temperatura y una temperatura promedio más baja a medida que aumentaba la distancia de las vértebras.

Se ha afirmado que ambos dinosaurios eran endotérmicos pero con niveles metabólicos más bajos que los mamíferos modernos, y que la homeotermia inercial era una parte importante de la regulación de su temperatura en la edad adulta.
Sin embargo, esta visión ha sido cuestionada. La evidencia indica homeotermia, pero por sí misma no puede probar la endotermia. En segundo lugar, la producción de hueso puede no haber sido continua en áreas cercanas a las extremidades de las extremidades, en los esqueletos de los alosaurios, las líneas de crecimiento detenido ("LAG"; más bien como anillos de crecimiento) son escasas o están ausentes en los huesos de las extremidades grandes, pero son comunes en los dedos de manos y pies. Si bien no hay pruebas absolutas de que los LAG estén relacionados con la temperatura, podrían marcar momentos en los que las extremidades estaban tan frías que los huesos dejaron de crecer. Si es así, los datos sobre las proporciones de isótopos de oxígeno estarían incompletos, especialmente para los momentos en que las extremidades estaban más frías. Las proporciones de isótopos de oxígeno pueden ser un método poco confiable para estimar las temperaturas si no se puede demostrar que el crecimiento óseo fue igualmente continuo en todas las partes del animal.

### Proporciones depredador-presa
Se ha argumentado que:
- Los depredadores de sangre fría necesitan mucha menos comida que los de sangre caliente, por lo que una determinada masa de presas puede soportar muchos más depredadores de sangre fría que de sangre caliente.
- La relación entre la masa total de depredadores y presas en las comunidades de dinosaurios era mucho más parecida a la de las comunidades de sangre caliente modernas y recientes que a la de las comunidades de sangre fría recientes o fósiles.
- Los dinosaurios depredadores eran de sangre caliente. Y desde los primeros dinosaurios (por ejemplo, Staurikosaurus, Herrerasaurus) eran depredadores, todos los dinosaurios deben haber sido de sangre caliente.

Este argumento fue criticado por varios motivos:
- Las estimaciones del peso de los dinosaurios varían ampliamente, e incluso una pequeña variación puede marcar una gran diferencia en la proporción calculada de depredador-presa.
- Su muestra puede no haber sido representativa. Al haberse contado especímenes de museo, pero estos tienen un sesgo hacia especímenes raros o especialmente bien conservados, y no representan lo que existe en los yacimientos de fósiles. Incluso los lechos de fósiles pueden no representar con precisión las poblaciones reales, por ejemplo, los animales más pequeños y jóvenes tienen huesos menos robustos y, por lo tanto, es menos probable que se conserven.
- No hay relaciones depredador-presa publicadas para los grandes depredadores ectotérmicos, porque tales depredadores son muy raros y en su mayoría ocurren solo en islas bastante pequeñas. Los grandes herbívoros ectotérmicos son igualmente raros. Así que se requirió a comparar las proporciones depredador-presa de los mamíferos con las de las comunidades de peces e invertebrados, donde la esperanza de vida es mucho más corta y otras diferencias también distorsionan la comparación.
- El concepto asume que las poblaciones de depredadores están limitadas únicamente por la disponibilidad de presas. Sin embargo, otros factores, como la escasez de sitios de anidación, el canibalismo o la depredación de un depredador sobre otro, pueden mantener las poblaciones de depredadores por debajo del límite impuesto por la biomasa de las presas, y esto reduciría engañosamente la relación depredador-presa.
- Los factores ecológicos pueden reducir engañosamente la relación depredador-presa, por ejemplo: un depredador puede depredar solo algunas de las especies "presa" presentes; las enfermedades, los parásitos y el hambre pueden matar a algunos de los animales de presa antes de que los depredadores tengan la oportunidad de cazarlos.
- Es muy difícil decir con precisión qué se alimenta de qué. Por ejemplo, los jóvenes de los herbívoros pueden ser presa de lagartos y serpientes, mientras que los adultos son presa de los mamíferos. Por el contrario, las crías de muchos depredadores viven principalmente de invertebrados y cambian a vertebrados a medida que crecen.

### Postura y caminata

Articulaciones de la cadera y posturas de las extremidades.

Las extremidades de los dinosaurios estaban erguidas y sostenidas debajo de sus cuerpos, en lugar de extenderse hacia los lados, como las de los lagartos y los tritones. La evidencia de esto son los ángulos de las superficies articulares y las ubicaciones de las inserciones de músculos y tendones en los huesos. Los intentos de representar dinosaurios con extremidades extendidas dan como resultado criaturas con caderas, rodillas, hombros y codos dislocados.
La restricción de Carrier establece que los vertebrados que respiran aire con dos pulmones que flexionan sus cuerpos hacia los lados durante la locomoción tienen dificultades para moverse y respirar al mismo tiempo. Esto limita severamente la resistencia y los obliga a pasar más tiempo descansando que moviéndose.
Las extremidades extendidas requieren flexión lateral durante la locomoción (a excepción de las tortugas terrestres y galápagos, que son muy lentas y cuyo caparazón mantiene sus cuerpos bastante rígidos). Sin embargo, a pesar de la restricción de Carrier, las extremidades extendidas son eficientes para las criaturas que pasan la mayor parte del tiempo descansando boca abajo y solo se mueven durante unos segundos a la vez, porque esta disposición minimiza los costos de energía para levantarse y acostarse.
Las extremidades erguidas aumentan los costos de levantarse y acostarse, pero evitan la restricción de Carrier. Esto indica que los dinosaurios eran animales activos porque la selección natural habría favorecido la retención de extremidades extendidas si los dinosaurios hubieran sido lentos y pasaran la mayor parte del tiempo despiertos descansando. Un estilo de vida activo requiere un metabolismo que regenere rápidamente los suministros de energía y descomponga los productos de desecho que causan fatiga, es decir, requiere un metabolismo bastante rápido y un grado considerable de homeotermia.
Además, una postura erguida exige un equilibrio preciso, resultado de un sistema neuromuscular que funciona rápidamente. Esto sugiere un metabolismo endotérmico, porque un animal ectotérmico sería incapaz de caminar o correr y, por lo tanto, de evadir a los depredadores, cuando se bajara su temperatura central. Otra evidencia de endotermia incluye la longitud de las extremidades (muchos dinosaurios poseían extremidades comparativamente largas) y el bipedalismo, ambos encontrados hoy en día solo en endotermos. Muchos dinosaurios bípedos poseían huesos gráciles en las piernas con un muslo corto en relación con la longitud de la pantorrilla. Esto es generalmente una adaptación a la carrera sostenida frecuente, característica de los endotermos que, a diferencia de los ectotermos, son capaces de producir suficiente energía para evitar el inicio del metabolismo anaeróbico en el músculo.
Se ha señalado que todos los dinosaurios tenían patas traseras erguidas y que todos los dinosaurios cuadrúpedos tenían patas delanteras erguidas; y que entre los animales vivos solo los mamíferos y aves endotérmicos ("de sangre caliente") tienen extremidades erguidas (se reconoció que el "caminar alto" ocasional de los cocodrilos era una excepción parcial). Se afirmó que esto era una clara evidencia de endotermia en los dinosaurios.
Un estudio apoyó la hipótesis de que la endotermia estaba muy extendida en al menos los dinosaurios no aviares más grandes, y que era plausiblemente ancestral para todos los dinosaurios, según la biomecánica de correr, aunque también se ha sugerido que la endotermia apareció mucho antes en la evolución de los arcosauromorfos, quizás incluso antes del origen de los arcosauriformes.

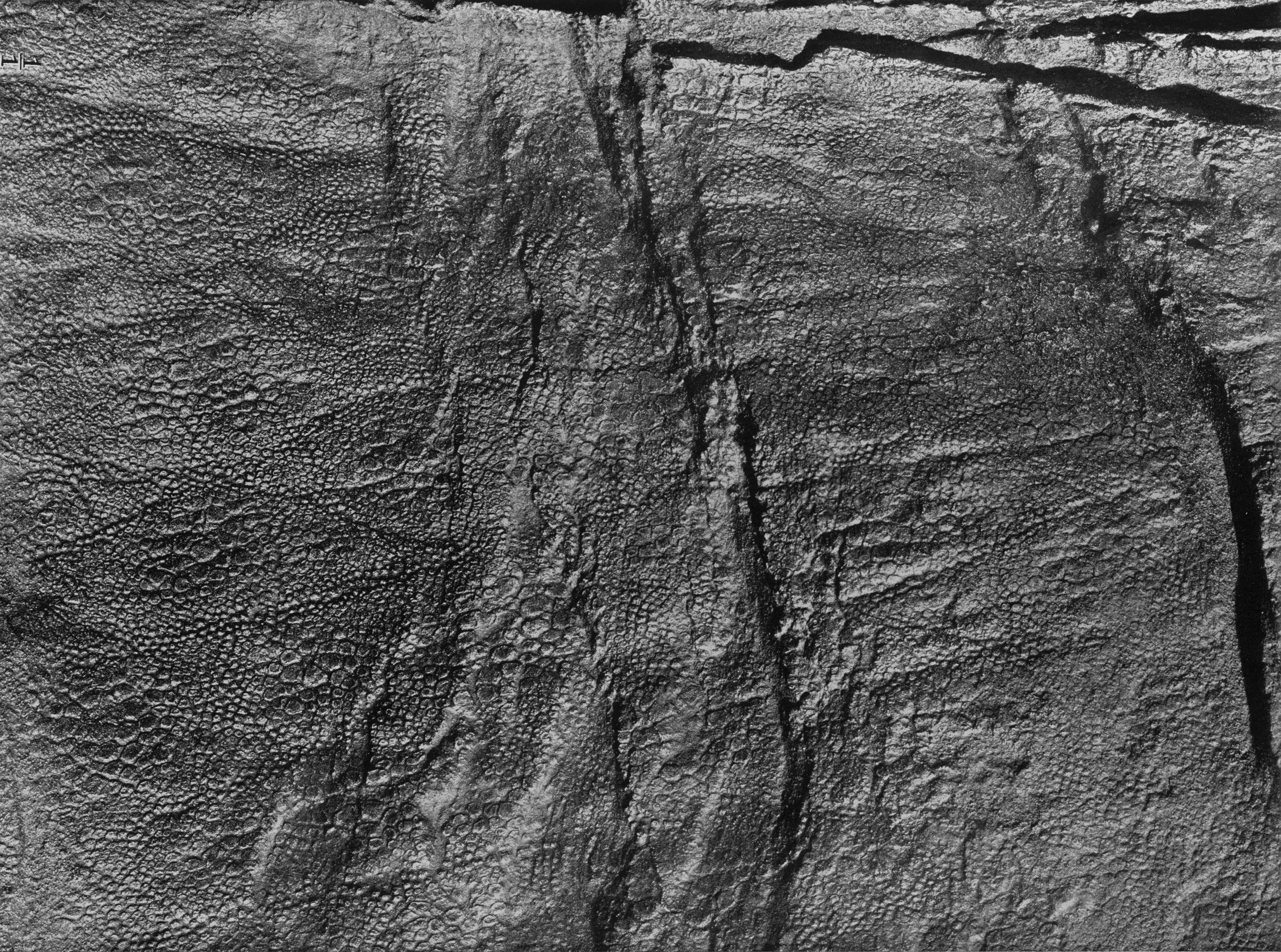
Impresión de la piel del hadrosaurio Edmontosaurus

### Plumas y filamentos
Ahora no hay duda de que muchas especies de dinosaurios terópodos tenían plumas, incluidos Shuvuuia, Sinosauropteryx y Dilong (un tiranosaurio primitivo). Estos se han interpretado como aislamiento y, por lo tanto, evidencia de sangre caliente.
Pero solo se han encontrado impresiones directas e inequívocas de plumas en celurosaurios (que incluyen aves y tiranosaurios, entre otros), por lo que en la actualidad las plumas no nos brindan información sobre el metabolismo de los otros grupos principales de dinosaurios, por ejemplo, celofisidos, ceratosaurios, carnosaurios, o saurópodos. El tegumento filamentoso también estuvo presente en al menos algunos ornitisquios, como Tianyulong, Kulindadromeus y Psittacosaurus, lo que no solo indica endotermia en este grupo, sino también que las plumas ya estaban presentes en el primer ornitodirano (el último ancestro común de dinosaurios y pterosaurios). Su ausencia en ciertos grupos como Ankylosauria podría ser el resultado de la supresión de genes de plumas. Aunque los filamentos solo aparecieron por primera vez en Coelurosauria de acuerdo con las reconstrucciones de máxima verosimilitud y que las estructuras tegumentarias de Psittacosaurus, Tianyulong y Kulindadromeus evolucionaron de forma independiente a partir de filamentos, esto fue asumiendo que los ancestros primitivos de los pterosaurios eran escamosos.
La piel fosilizada de Carnotaurus (un abelisáurido y, por lo tanto, no un celurosaurio) muestra una piel similar a un reptil sin plumas con hileras de protuberancias, pero la conclusión de que Carnotaurus no tenía necesariamente plumas ha sido criticada porque las impresiones no cubren todo el cuerpo., encontrándose solo en la región lateral pero no en el dorso. Un Carnotaurus adulto pesaba alrededor de 2 toneladas, y los mamíferos de este tamaño y más grandes tienen pelo muy corto y escaso o pieles desnudas, por lo que quizás la piel de Carnotaurus no nos dice nada sobre si los terópodos no celurosaurios más pequeños tenían plumas. Se sabe que el tiranosauroide Yutyrannus poseía plumas y pesaba 1,1 toneladas.

Las impresiones de la piel de Pelorosaurus y otros saurópodos (dinosaurios con cuerpos de elefante y cuellos largos) revelan grandes escamas hexagonales, y algunos saurópodos, como Saltasaurus, tenían placas óseas en la piel. La piel de los ceratopsianos constaba de grandes escamas poligonales, a veces con placas circulares dispersas. Restos "momificados" e impresiones de piel de hadrosáuridos revelan escamas de guijarros. Es poco probable que los anquilosáuridos, como Euoplocephalus, tuvieran aislamiento, ya que la mayor parte de su superficie estaba cubierta de protuberancias y placas óseas. Asimismo, no hay evidencia de aislamiento en los estegosaurios. La falta de plumas u otro tipo de aislamiento no indica ectotermia o metabolismos bajos, como se observa en la relativa falta de pelo de la megafauna de mamíferos, cerdos, niños humanos y el murciélago sin pelo que es compatible con la endotermia.

### Dinosaurios polares
Se han encontrado fósiles de dinosaurios en regiones que estaban cerca de los polos en los momentos relevantes, especialmente en el sureste de Australia, la Antártida y la vertiente norte de Alaska. No hay evidencia de cambios importantes en el ángulo del eje de la Tierra, por lo que los dinosaurios polares y el resto de estos ecosistemas habrían tenido que hacer frente a la misma variación extrema de la duración del día a lo largo del año que ocurre hoy en latitudes similares (hasta un día completo sin oscuridad en verano y día completo sin luz solar en invierno).
Los estudios de vegetación fosilizada sugieren que la vertiente norte de Alaska tuvo una temperatura máxima de 13 grados Celsius (55,4 °F) y una temperatura mínima de 2 grados Celsius (35,6 °F) a 8 grados Celsius (46,4 °F) en los últimos 35 millones de años del Cretácico (ligeramente más frío que Portland, Oregón, pero ligeramente más cálido que Calgary, Alberta). Aun así, la vertiente norte de Alaska no tiene fósiles de grandes animales de sangre fría como lagartijas y cocodrilos, que eran comunes al mismo tiempo en Alberta, Montana y Wyoming. Esto sugiere que al menos algunos dinosaurios no aviares eran de sangre caliente. Se ha propuesto que los dinosaurios polares de América del Norte pueden haber migrado a regiones más cálidas a medida que se acercaba el invierno, lo que les permitiría habitar Alaska durante los veranos, incluso si fueran de sangre fría. Pero un viaje de ida y vuelta entre allí y Montana probablemente habría usado más energía que la que produce un vertebrado terrestre de sangre fría en un año; en otras palabras, los dinosaurios de Alaska tendrían que ser de sangre caliente, independientemente de si emigraron o se quedaron a pasar el invierno. Un estudio propuso que la mayoría de los dinosaurios polares, incluidos los terópodos, los saurópodos, los anquilosaurios y los hipsilofodontes, probablemente pasaban el invierno, aunque los hadrosáuridos como Edmontosaurus probablemente eran capaces de realizar 2600 km (1615,6 mi) en migraciones anuales.

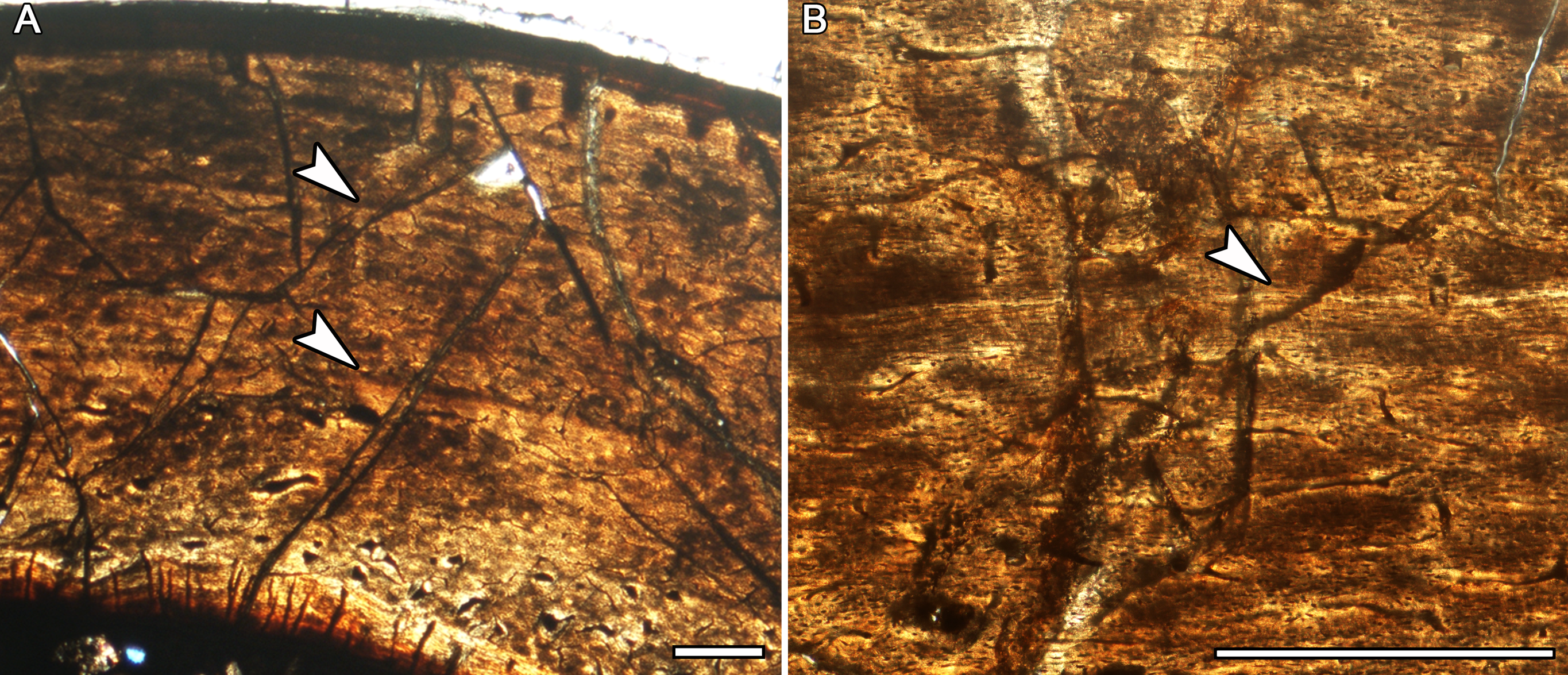
Microestructura ósea de hipsilofodóntido polar acercándose a la madurez esquelética

Es más difícil determinar el clima del sudeste de Australia cuando se depositaron los yacimientos de fósiles de dinosaurios 115 a 105 millones de años, hacia el final del Cretácico Inferior: estos depósitos contienen evidencia de permafrost, cuñas de hielo y terreno montañoso formado por el movimiento del hielo subterráneo, lo que sugiere que las temperaturas medias anuales oscilaron entre −6 grados Celsius (21,2 °F) y 5 grados Celsius (41,0 °F); los estudios de isótopos de oxígeno de estos depósitos arrojan una temperatura media anual de 1,5 grados Celsius (34,7 °F) a 2,5 grados Celsius (36,5 °F). Sin embargo, la diversidad de vegetación fósil y el gran tamaño de algunos de los árboles fósiles superan lo que se encuentra hoy en día en ambientes tan fríos, y nadie ha explicado cómo esa vegetación pudo haber sobrevivido en las bajas temperaturas sugeridas por los indicadores físicos (a modo de comparación Fairbanks, Alaska tiene actualmente una temperatura media anual de 2,9 grados Celsius (37,2 °F)). Una migración anual desde y hacia el sureste de Australia habría sido muy difícil para dinosaurios bastante pequeños como Leaellynasaura, un herbívoro de unos 60 centímetros (2 pies) a 90 centímetros (3 pies) de largo, porque las vías marítimas hacia el norte bloqueaban el paso a latitudes más cálidas. Muestras de huesos de Leaellynasaura y Timimus, un ornitomímido de unos 3,5 metros (11,5 pies) largo y 1,5 metros (4,9 pies) alto en la cadera, sugirió que estos dos dinosaurios tenían diferentes formas de sobrevivir a los fríos y oscuros inviernos: la muestra de Timimus tenía líneas de crecimiento detenido (LAG, similares a los anillos de crecimiento), y puede haber hibernado; pero la muestra de Leaellynasaura no mostró signos de LAG, por lo que pueden haber permanecido activos durante todo el invierno. Un estudio que se centró en los huesos de hipsilofodontes y terópodos concluyó que estos dinosaurios no hibernaban durante el invierno, sino que se mantenían activos.

### Evidencia de termorregulación conductual
Algunos dinosaurios, por ejemplo Spinosaurus y Ouranosaurus, tenían en sus espaldas "velas" sostenidas por espinas que crecían desde las vértebras. (Esto también fue cierto, por cierto, para el sinápsido Dimetrodon). Tales dinosaurios podrían haber usado estas velas para:
- Tomar calor tomando el sol con las "velas" en ángulo recto con los rayos del sol.
- Perder calor usando las "velas" como radiadores mientras se está parado en la sombra o mirando directamente hacia o desde el sol.

Pero estos eran una minoría muy pequeña de las especies de dinosaurios conocidas. Una interpretación común de las placas en la espalda de los estegosaurios es como intercambiadores de calor para la termorregulación, ya que las placas están llenas de vasos sanguíneos que, en teoría, podrían absorber y disipar el calor.
Esto podría haber funcionado para un estegosaurio con placas grandes, como Stegosaurus, pero otros estegosaurios, como Wuerhosaurus, Tuojiangosaurus y Kentrosaurus poseían placas mucho más pequeñas con un área superficial de valor dudoso para la termorregulación. Sin embargo, recientemente se ha cuestionado la idea de las placas de estegosaurio como intercambiadores de calor.

### Otras evidencias
La endotermia exige una respiración frecuente, lo que puede provocar la pérdida de agua. En aves y mamíferos la pérdida de agua se limita extrayendo la humedad del aire exhalado con cornetes respiratorios cubiertos de moco, láminas óseas cubiertas de tejido en la cavidad nasal. Varios dinosaurios tienen cornetes olfativos, utilizados para oler, pero ninguno ha sido identificado aún con cornetes respiratorios.
Debido a que la endotermia permite un control neuromuscular refinado y debido a que la materia cerebral requiere grandes cantidades de energía para mantenerse, algunos especulan que el aumento del tamaño del cerebro indica una mayor actividad y, por lo tanto, endotermia. El cociente de encefalización (EQ) de los dinosaurios, una medida del tamaño del cerebro calculada mediante endocasts cerebrales, varía en un espectro que va desde el de las aves hasta el de los reptiles. Usando solo EQ, los celurosaurios parecen haber sido tan activos como los mamíferos vivos, mientras que los terópodos y los ornitópodos se encuentran en algún lugar entre los mamíferos y los reptiles, y otros dinosaurios se parecen a los reptiles.
Al estudiar cocodrilos de agua salada, se descubrió que incluso si sus grandes tamaños podían proporcionar temperaturas corporales altas y estables, durante la actividad el metabolismo ectotérmico del cocodrilo brindaba menos habilidades aeróbicas y generaba solo el 14 % de la fuerza muscular total de un mamífero endotérmico de tamaño similar antes de la fatiga total. Se concluyó que los dinosaurios habrían necesitado ser endotérmicos, ya que habrían necesitado mejores habilidades aeróbicas y una mayor generación de energía para competir y dominar a los mamíferos como animales terrestres activos durante la era Mesozoica.

### Metabolismo temprano delarcosaurio
Parece que los primeros dinosaurios tenían las características que forman la base de los argumentos a favor de los dinosaurios de sangre caliente, especialmente las extremidades erectas. Esto plantea la pregunta "¿Cómo se volvieron los dinosaurios de sangre caliente?" Las posibles respuestas son:
- "Sus ancestros inmediatos (arcosaurios) eran de sangre fría, y los dinosaurios comenzaron a desarrollar sangre caliente muy temprano en su evolución". Esto implica que los dinosaurios desarrollaron un grado significativo de sangre caliente en muy poco tiempo, posiblemente menos de 20 millones de años. Pero en los ancestros de los mamíferos, la evolución de la sangre caliente parece haber tomado mucho más tiempo, comenzando con los comienzos de un paladar secundario a principios del Pérmico medio[113] y posiblemente hasta la aparición del cabello hace unos 164 millones de años. a mediados del Jurásico.[114]
- "Los ancestros inmediatos de los dinosaurios (arcosaurios) eran al menos bastante de sangre caliente, y los dinosaurios evolucionaron más en esa dirección". Esta respuesta plantea 2 problemas: (A) La evolución temprana de los arcosaurios aún se comprende muy poco – un gran número de individuos y especies se encuentran desde el comienzo del Triásico, pero solo se conocen 2 especies desde el Pérmico muy tardío (Archosaurus rossicus y Protorosaurus speneri); (B) los cocodrilos evolucionaron poco antes que los dinosaurios y están estrechamente relacionados con ellos, pero son de sangre fría.

Los cocodrilos presentan algunos enigmas si uno considera a los dinosaurios como animales activos con temperaturas corporales bastante constantes. Los cocodrilos evolucionaron poco antes que los dinosaurios y, después de las aves, son los parientes vivos más cercanos de los dinosaurios – pero los cocodrilos modernos son de sangre fría. Esto plantea algunas preguntas:
- Si los dinosaurios eran en gran medida "de sangre caliente", ¿cuándo y con qué rapidez evolucionó la sangre caliente en su linaje?
- Los cocodrilos modernos son de sangre fría, pero tienen varias características asociadas con la sangre caliente. ¿Cómo adquirieron estas características?

Los cocodrilos modernos son de sangre fría, pero pueden moverse con las extremidades erguidas y tienen varias características normalmente asociadas con la sangre caliente porque mejoran el suministro de oxígeno del animal:
- Corazones de 4 cámaras. Los mamíferos y las aves tienen corazones de cuatro cámaras. Los reptiles que no son cocodrilos tienen corazones de tres cámaras, que son menos eficientes porque permiten que la sangre oxigenada y desoxigenada se mezclen y, por lo tanto, envían algo de sangre desoxigenada al cuerpo en lugar de a los pulmones. Los corazones de los cocodrilos modernos tienen cuatro cámaras, pero son más pequeños en relación con el tamaño del cuerpo y funcionan a una presión más baja que los de los mamíferos y aves modernos. También tienen un baipás que los hace funcionalmente de tres cámaras cuando están bajo el agua, conservando oxígeno.[116]
- un diafragma, que ayuda a respirar.
- un paladar secundario, que permite al animal comer y respirar al mismo tiempo.
- un mecanismo de pistón hepático para bombear los pulmones. Esto es diferente de los mecanismos de bombeo pulmonar de los mamíferos y las aves, pero similar a lo que algunos investigadores afirman haber encontrado en algunos dinosaurios.[19][21]

Entonces, ¿por qué la selección natural favoreció estas características, que son importantes para las criaturas activas de sangre caliente, pero aparentemente de poca utilidad para los depredadores acuáticos de sangre fría que emboscan y pasan la mayor parte del tiempo flotando en el agua o tumbados en las orillas de los ríos?

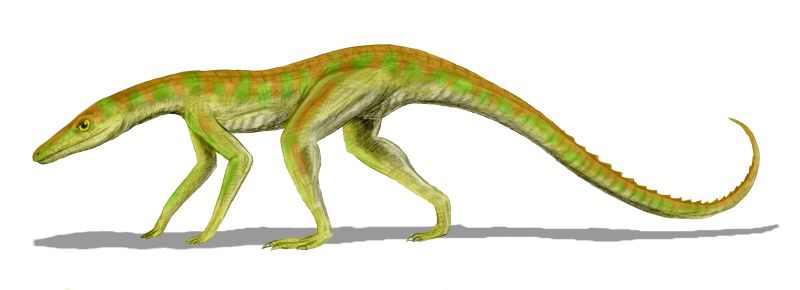
Reconstrucción de Terrestrisuchus, un crocodilomorfo triásico muy delgado y de piernas largas.

Se sugirió a fines de la década de 1980 que los cocodrilos eran originalmente depredadores activos de sangre caliente y que sus ancestros arcosaurios eran de sangre caliente. Más recientemente, los estudios de desarrollo indican que los embriones de cocodrílidos desarrollan primero corazones completamente de cuatro cámaras y luego desarrollan las modificaciones que hacen que sus corazones funcionen como tres cámaras bajo el agua. Usando el principio de que la ontogenia recapitula la filogenia, los investigadores concluyeron que los cocodrilos originales tenían corazones de cuatro cámaras y, por lo tanto, eran de sangre caliente y que los cocodrilos posteriores desarrollaron el baipás cuando volvieron a ser depredadores acuáticos de sangre fría.
Investigaciones más recientes sobre las estructuras óseas de los arcosaurios y sus implicaciones para las tasas de crecimiento también sugieren que los primeros arcosaurios tenían tasas metabólicas bastante altas y que los ancestros triásicos de los cocodrilos retrocedieron a tasas metabólicas más típicamente "reptiles".
Si es correcto, el desarrollo de la sangre caliente en los arcosaurios (alcanzando su punto máximo en los dinosaurios) y en los mamíferos habría tomado cantidades de tiempo más similares. También sería consistente con la evidencia fósil:
- Los primeros crocodilomorfos, por ejemplo Terrestrisuchus, eran depredadores terrestres delgados y de piernas largas.
- Las extremidades erguidas aparecieron bastante temprano en la evolución de los arcosaurios, y las de los rauisuquios están muy poco adaptadas a cualquier otra postura.[119]